# Damase Zinga Atangana
Pour les articles homonymes, voir Zinga (homonymie) et Atangana.
Damase Zinga Atangana, né le 9 décembre 1964 à Nkog-Bong (Monatélé), est un prélat catholique camerounais, évêque de Kribi depuis 2015.

## Biographie
Il est ordonné prêtre le 25 juillet 1992, puis nommé évêque de Kribi par le pape François le 7 novembre 2015, succédant à Mgr Joseph Befe Ateba, décédé en juin 2014.